# Cudowne miejsce
Cudowne miejsce – polski film obyczajowy z 1995 roku w reżyserii Jana Jakuba Kolskiego, nakręcony na podstawie własnego scenariusza. Pomimo spolaryzowanych ocen Cudowne miejsce zostało między innymi pięciokrotnie nagrodzone na Festiwalu Polskich Filmów Fabularnych (za reżyserię Kolskiego, za scenografię Tadeusza Kosarewicza, za główną rolę żeńską Grażyny Błęckiej-Kolskiej, za drugoplanową rolę męską Krzysztofa Majchrzaka oraz za kształt plastyczny).

## Fabuła
Ksiądz Jakub obejmuje na wsi swą pierwszą parafię. Początkowo trudno mu znaleźć wspólny język z miejscowymi parafianami. Zaprzyjaźnia się ze starszym od siebie proboszczem Andrzejem z sąsiedniej parafii, którego niekonwencjonalne metody okazują się skuteczne w podejściu do miejscowych. Tymczasem okoliczna społeczność spodziewa się cudu, który według wszelkich znaków powinien się dokonać w parafii księdza Andrzeja. Dokonuje się on jednak w parafii nowego księdza; Grażynka, kelnerka w miejscowej gospodzie, okazuje się stygmatyczką. Jakub poddaje się jej urokom i spółkuje z nią, o czym dowiadują się miejscowi wierni. Ci zamierzają najpierw ukamienować Jakuba, ale ich gniew zwraca się ku naznaczonej Grażynce. Ksiądz Andrzej ryzykuje swój autorytet, by powstrzymać gniewnych mieszkańców wsi przed samosądem.

## Obsada
Źródło: Filmpolski.pl
- Adam Kamień – ksiądz Jakub
- Mariusz Saniternik – Indorek
- Elżbieta Dębska – Olesia
- Tadeusz Szymków – Zenek Jakiel
- Lech Gwit – Balcerek
- Mieczysław Hryniewicz – Gorzelak
- Krzysztof Majchrzak – ksiądz Andrzej
- Franciszek Pieczka – Pustelnik
- Michał Pawlicki – Andryszek
- Andrzej Grabowski – Księżyc
- Wojciech Dąbrowski – kawaler, Kochanek Grażynki
- Paweł Królikowski – milicjant Jańcio
- Grażyna Błęcka-Kolska – Grażynka
- Henryk Niebudek – Trzymka
- Wanda Idzińska – babcia Sońtowa
- Magdalena Dandourian – Młódka
- Waldemar Kotas – Pietranek

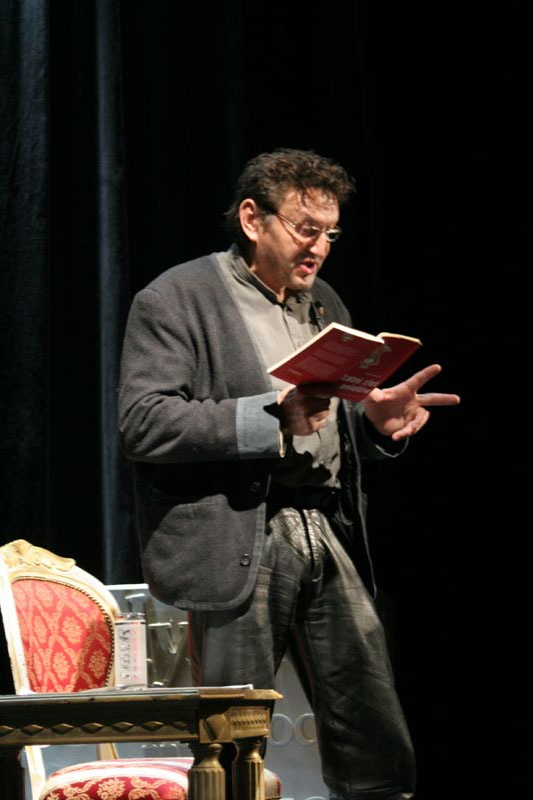
Krzysztof Majchrzak
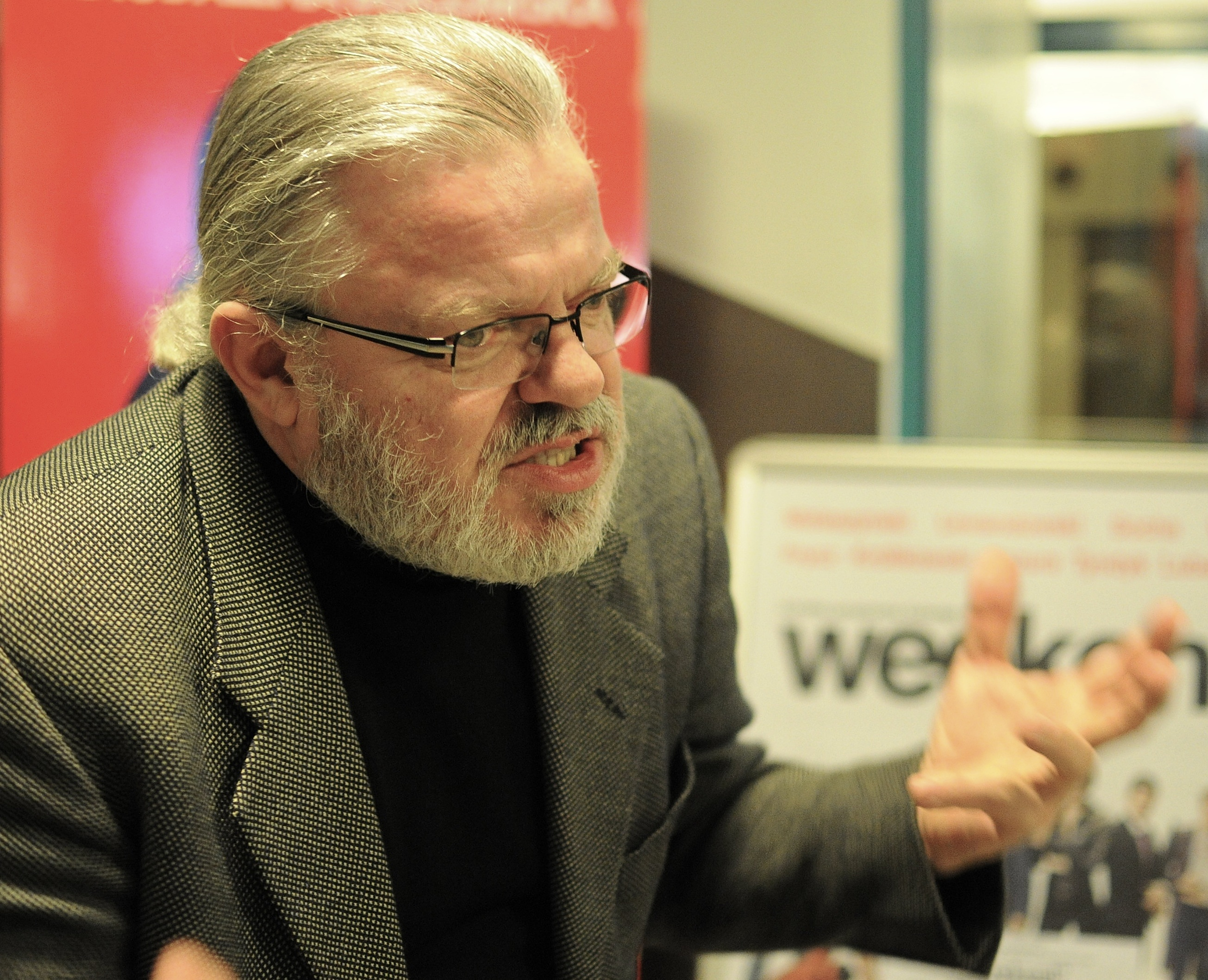
Mariusz Saniternik
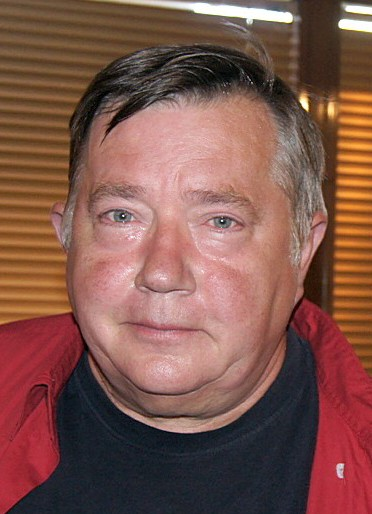
Mieczysław Hryniewicz
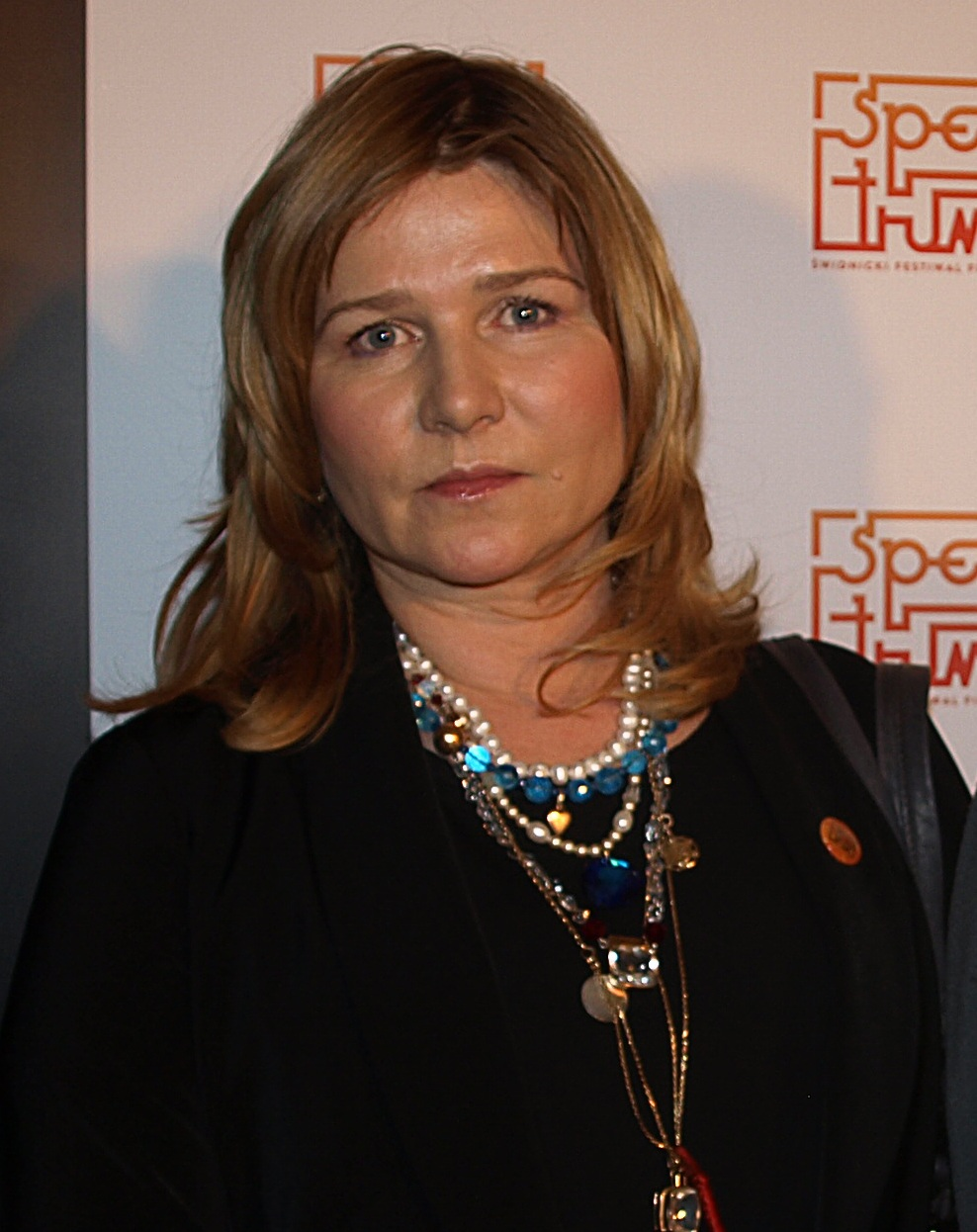
Grażyna Błęcka-Kolska
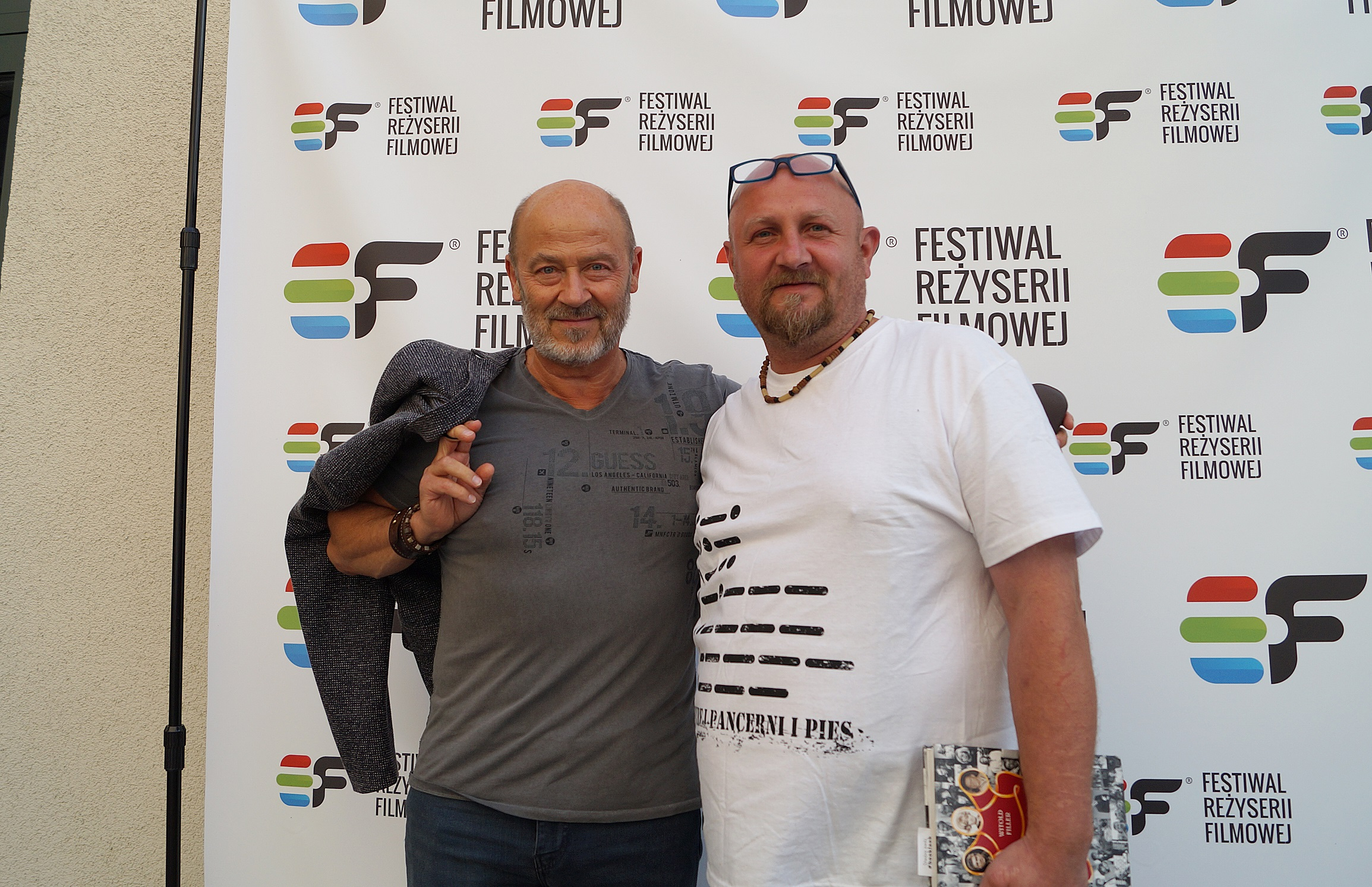
Jan Jakub Kolski

## Produkcja
Po powodzeniu Jańcia Wodnika (1993) Kolski wszczął przygotowania do swojego kolejnego autorskiego filmu. Cudowne miejsce powstawało przy bardzo niskim budżecie, na dodatek proces produkcji przebiegał w atmosferze skandalu. Gdy kuria wrocławska dowiedziała się, że w filmie dojdzie do sceny erotycznej pomiędzy księdzem a „osobą cywilną”, wycofała zezwolenie na sfilmowanie części utworu w kościele; dopiero po wyjaśnieniach ze strony reżysera zezwolono ponownie na zdjęcia. Kolski podkreślał, że jego celem nie było nakręcenie filmu antyklerykalnego, ale ukazanie mglistości granicy między animizmem a chrześcijaństwem.

## Odbiór
Po premierze w 1994 roku Cudowne miejsce spotkało się ze spolaryzowanym odbiorem. Katarzyna Jabłońska z katolickiego pisma „Więź” broniła filmu, twierdząc, iż intencją reżysera wcale nie było stworzenie dzieła skandalizującego ani kontrowersyjnego, lecz ukazanie odwiecznych dylematów związanych z walką dobra ze złem i świętości z pokusą. Mateusz Werner, dotąd przeciwnik twórczości Kolskiego, uznał Cudowne miejsce za skuteczny kontrapunkt dla filmów Władysława Pasikowskiego, pozbawiony „sensacyjnego suspensu, politycznej aluzji czy epatowania wulgarnością i przemocą”.
Natomiast Jan Strzałka z „Tygodnika Powszechnego” uznał film za artystyczną porażkę i produkt „wyobraźni miejskiego inteligenta, wyobraźni śmiałej, co prawda, ale powierzchownej wobec przeżycia religijnego”. Jacek Szczerba z „Gazety Wyborczej” wykpiwał „nachalną ornamentykę filmu” oraz mętność przekazu. Jan Olszewski w recenzji dla „Filmu” wyliczał szereg błędów, w tym tlenione włosy księdza Jakuba oraz naganność jego działań, za które zostałby normalnie zawieszony w posługach duszpasterskich. Recenzent lewicowego pisma francuskiego „Positif” skwitował Cudowne miejsce jako „postbuñuelowską wariację o postaci Marii Magdaleny banalnie sfilmowaną”.
Późniejsze analizy filmu dowodziły, że reżyser niuansuje swój mistyczny przekaz. Mirosław Winiarczyk zauważał, że „świat Cudownego miejsca, podobnie jak wcześniejszych obrazów, zaludniony jest ludźmi niezupełnie normalnymi, wręcz obłąkanymi, prymitywnymi i nawiedzonymi. Nie są to tylko tzw. święci idioci, zaludniający od stuleci krajobraz wiejski. Kolski wydobywa ich złowrogie często cechy, które kreują obyczaje, będące połączeniem pogaństwa, prymitywu i chrześcijaństwa”. Katarzyna Wajda wyjaśniała główne przesłanie filmu następująco: „świat nie jest czarno-biały, pokusom trudno się oprzeć, ideałom niełatwo sprostać, a cud może być przekleństwem”.

## Nagrody
| Rok  | Festiwal/instytucja                  | Nagroda                                      | Nominowani                                                              | Wynik   |
| ---- | ------------------------------------ | -------------------------------------------- | ----------------------------------------------------------------------- | ------- |
| 1994 | Lubuskie Lato Filmowe                | Dyplom Stowarzyszenia Filmowców Polskich     | Jan Jakub Kolski                                                        | Wygrana |
| 1994 | Lubuskie Lato Filmowe                | Nagroda Organizatorów im. Juliusza Burskiego | Jan Jakub Kolski                                                        | Wygrana |
| 1994 | Festiwal Polskich Filmów Fabularnych | Nagroda za reżyserię                         | Jan Jakub Kolski                                                        | Wygrana |
| 1994 | Festiwal Polskich Filmów Fabularnych | Nagroda za scenografię                       | Tadeusz Kosarewicz                                                      | Wygrana |
| 1994 | Festiwal Polskich Filmów Fabularnych | Nagroda za główną rolę kobiecą               | Grażyna Błęcka-Kolska                                                   | Wygrana |
| 1994 | Festiwal Polskich Filmów Fabularnych | Nagroda za drugoplanową rolę męską           | Krzysztof Majchrzak                                                     | Wygrana |
| 1994 | Festiwal Polskich Filmów Fabularnych | Nagroda za kształt plastyczny                | Beata Olszewska Tadeusz Kosarewicz Mirosława Wojtczak Michał Hrisulidis | Wygrana |
| 1995 | Tarnowska Nagroda Filmowa            | Nagroda Publiczności                         | Jan Jakub Kolski                                                        | Wygrana |